# ルートヴィヒ・リヒター
ルートヴィヒ・リヒター（Adrian Ludwig Richter、1803年9月28日 - 1884年6月19日）はドイツの画家、版画家である。ロマン派、および、身近で日常的な市民文化を描いたビーダーマイヤー時代の美術家である。

## 略歴
ドレスデンで生まれた。父親のアウグスト・リヒター(Carl August Richter)も版画家、銅版画家で、12歳から父親について、仕事をした。当時有名であった、ポーランド生まれの銅版画家、ダニエル・ホドヴィエツキ（Daniel Chodowiecki）の作品に強い影響を受けた。同時にドレスデンの美術学校に学んだ。1820年から1821年の間、ロシアの貴族のナルイシキン（Alexandre Lvovitch Narychkine）に絵師として従って、南フランスやパリを旅し、描いた絵はロシアの王族の女性に寄贈された。1821年にドレスデンに戻った後、1823年から1826年までイタリアに滞在し、イタリアで活動していたコッホ（Joseph Anton Koch）やカロルスフェルト（Julius Schnorr von Carolsfeld）らのドイツ人画家と友情を結んだ。自然と人間の調和した風景を描くことになった。
ドレスデンに戻り、1827年に結婚し、1828年から1835年の間はマイセンの美術学校で教えた。マイセンで教えた生徒にはプリアン（Gottfried Pulian）がいる。1836年に父親の後を継いで、ドレスデン美術学校の風景画の教師となった。ライプツィヒの出版者、ゲオルク・ヴィガント（Georg Wigand）によって出版された、『美しくロマンチックなドイツ』（"Das malerische und romantische Deutschland"）の絵を描くために、1836年からドイツ各地を旅した。その頃から書籍の際絵のための木版画を制作するようになった。1840年代の初めに、ドイツの民話集や詩歌集、児童書など多くの書籍のための木版画を製作した。
1859年に最後に描いた油絵絵画はパリの国際展で銀賞を受賞した。1869年から自伝、 "Lebenserinnerungen eines deutschen Malers"の執筆を始めた。1873年に眼病で、絵を描くのを止め、美術学校も辞めた。ドレスデンで没した。

## 作品

### 油絵

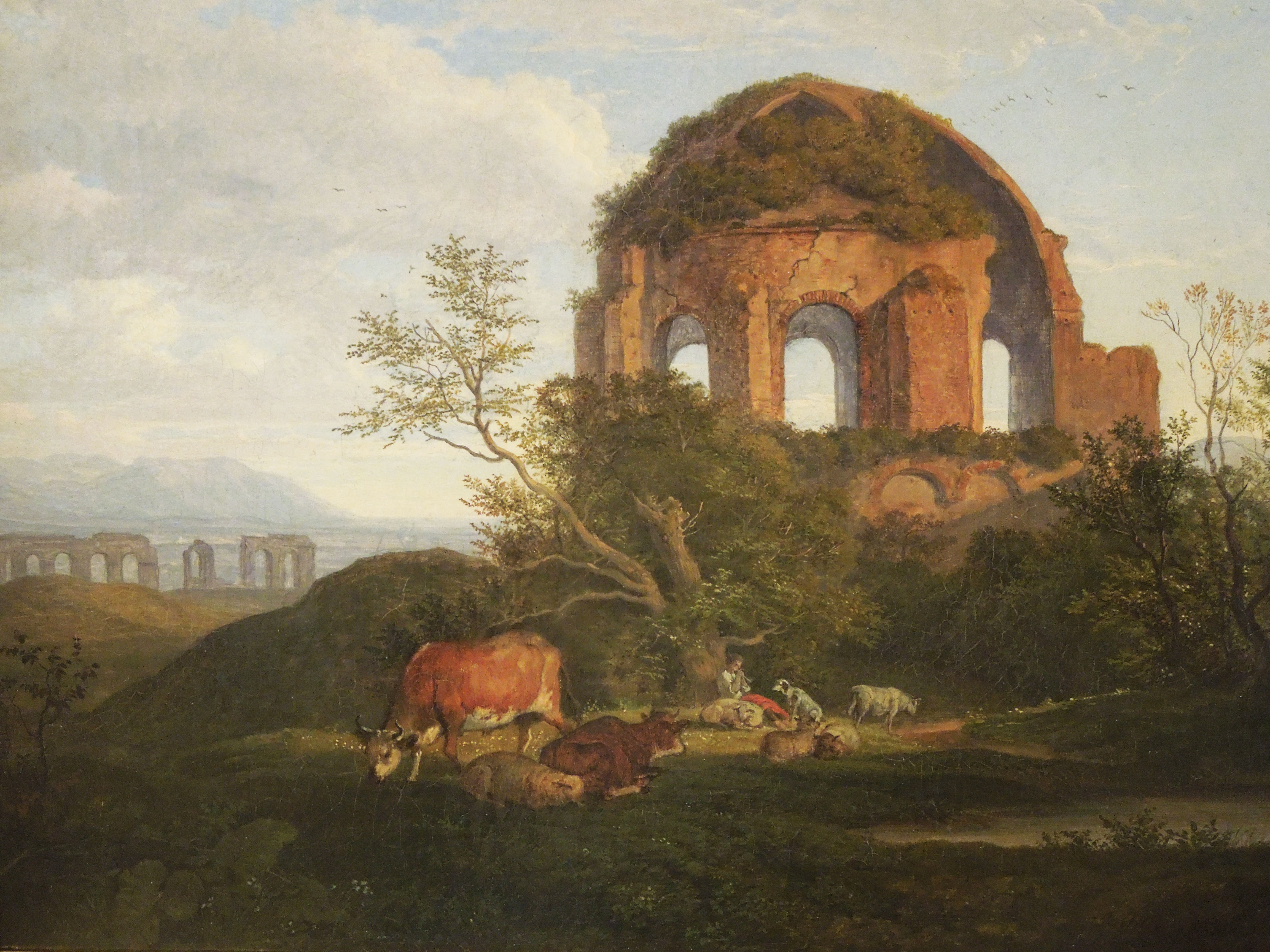
ミネルウァ・メディカ神殿
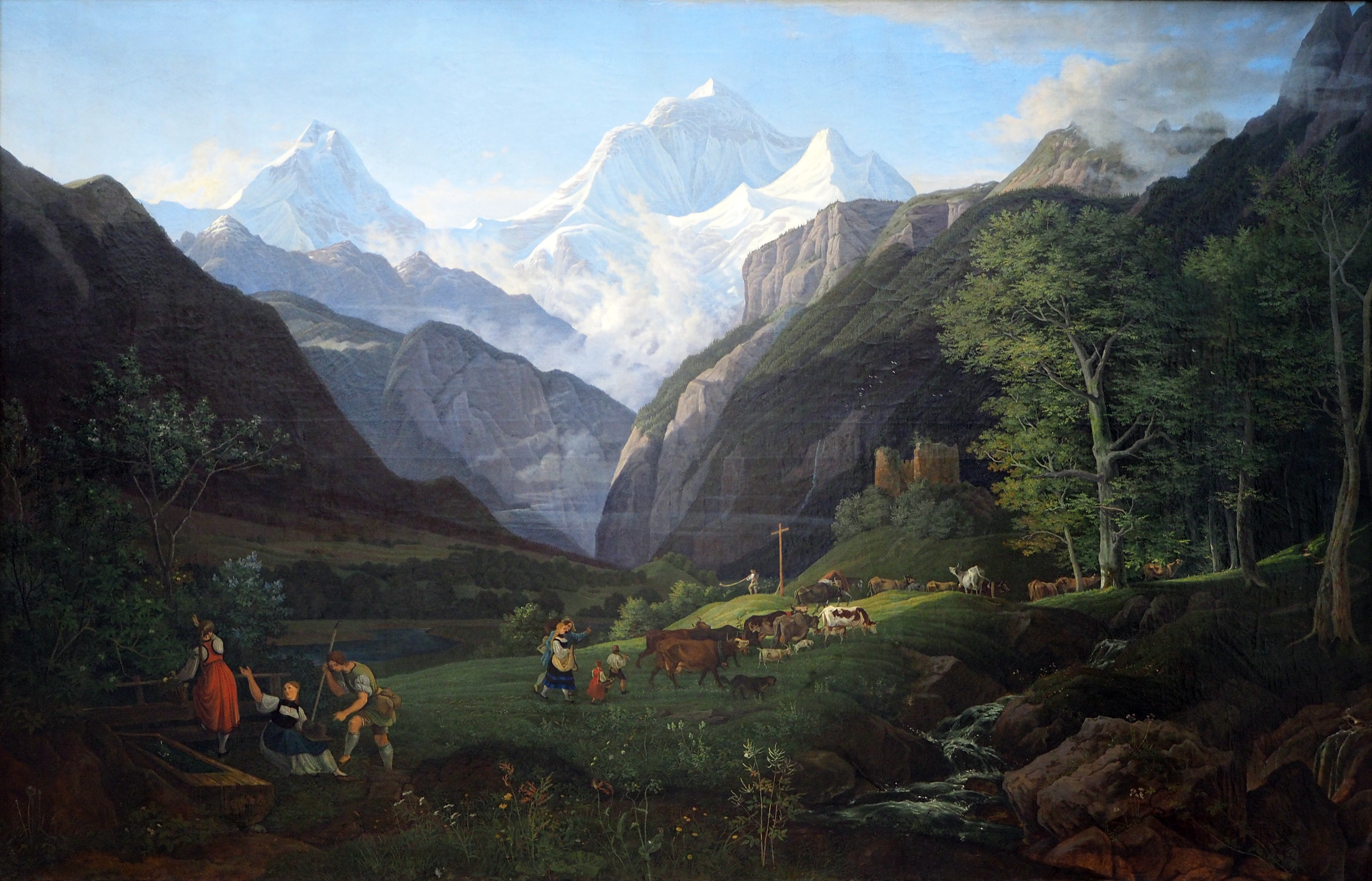
風景画 (1827)
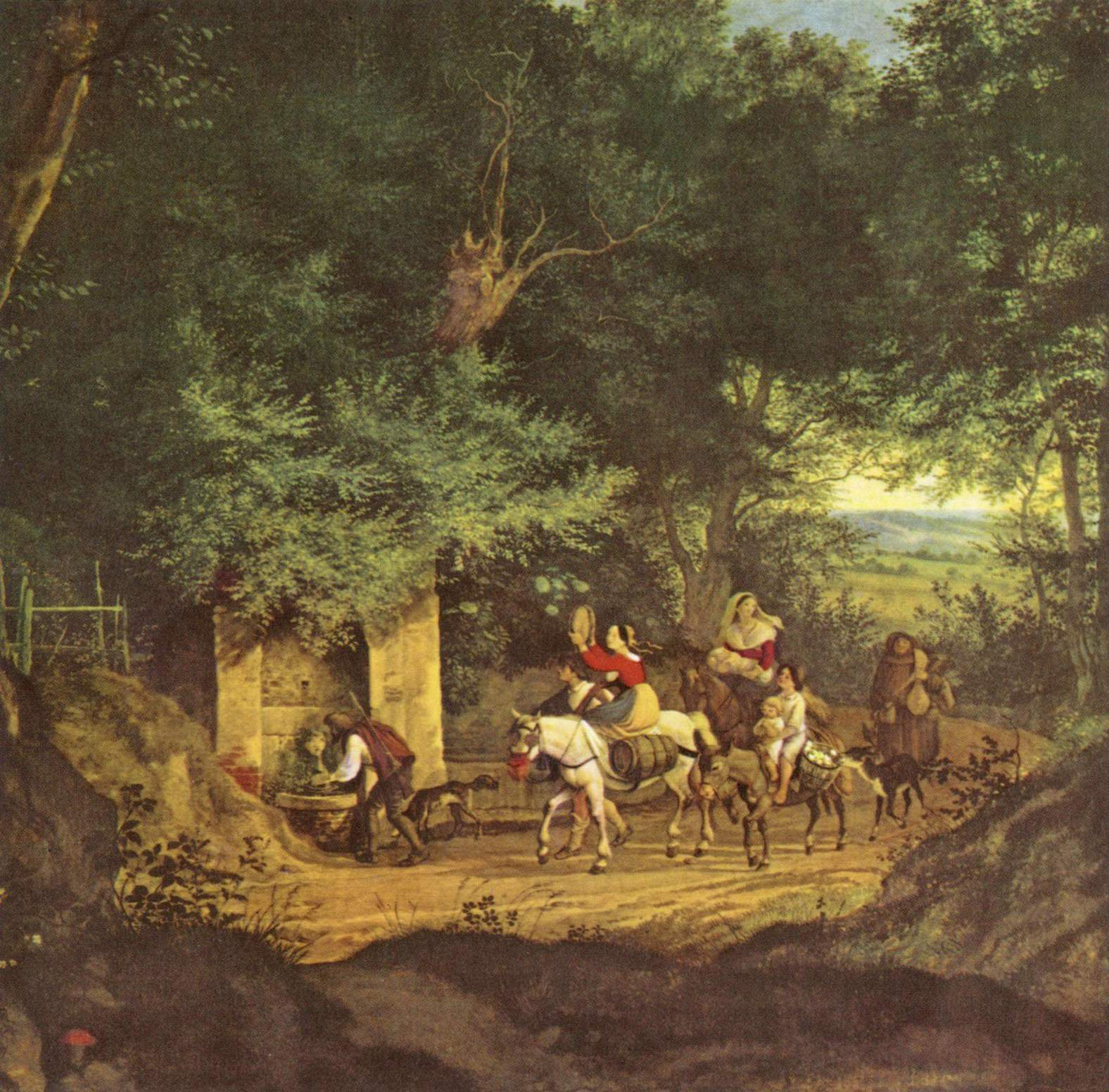
アリッチャの泉

### 挿絵

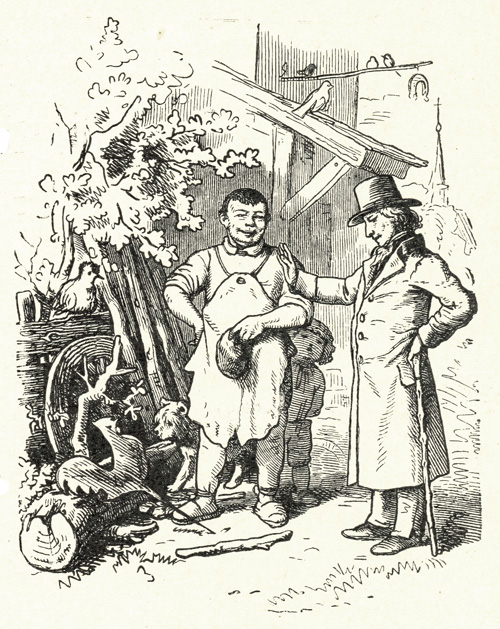
"Der alte Turmhahn" (Eduard Mörike)の挿絵
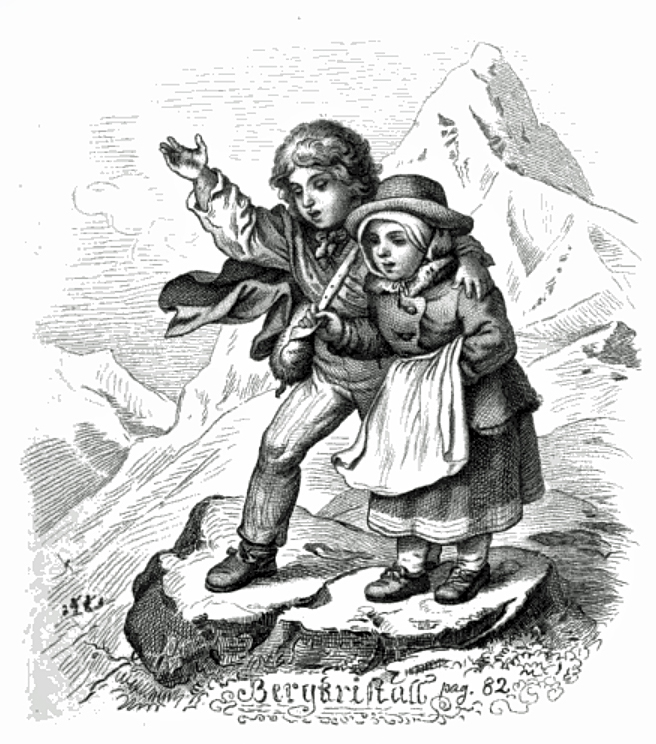
"Bergkristall"(アーダルベルト・シュティフター)の挿絵
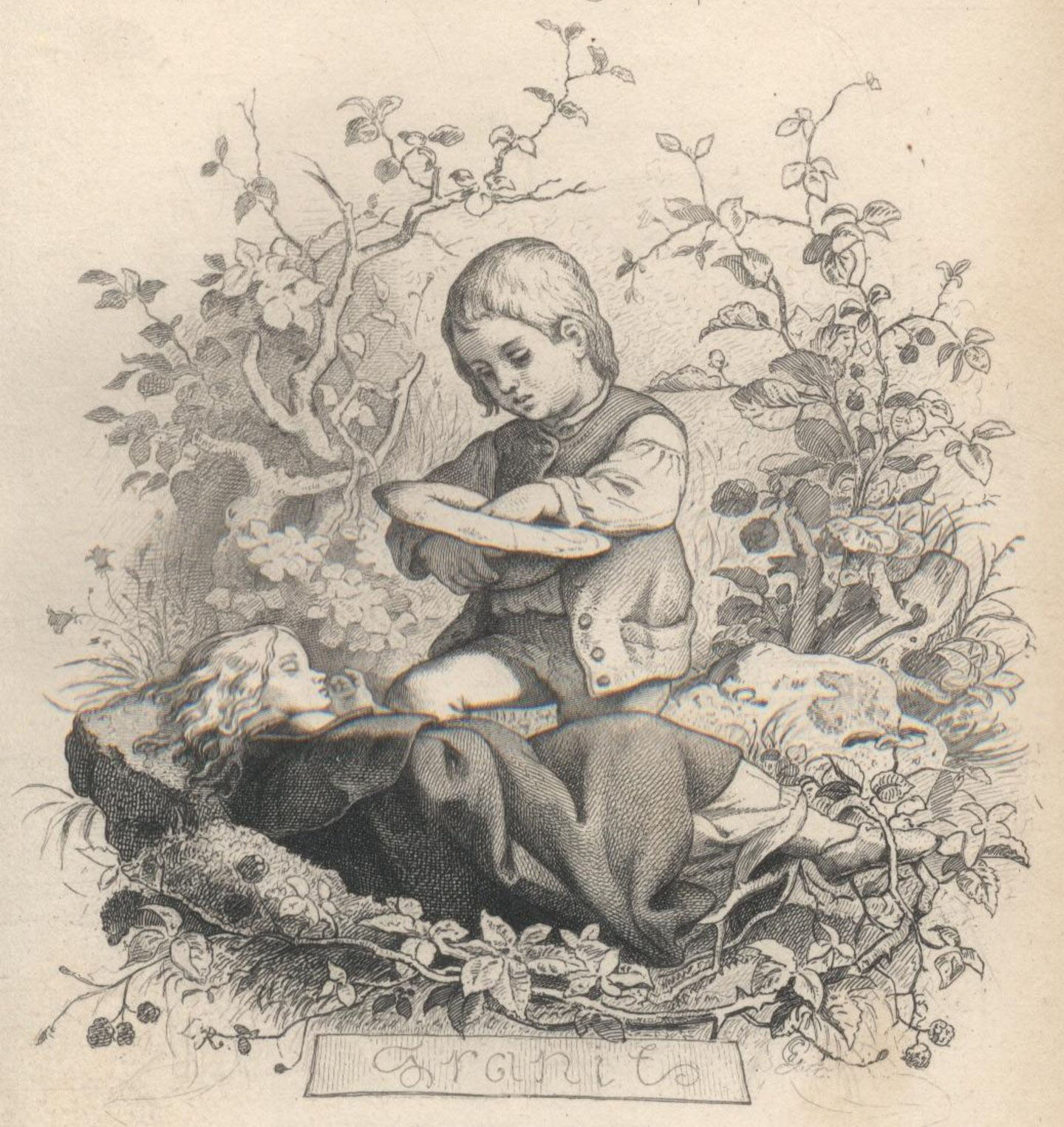
"Granit"(アーダルベルト・シュティフター)の挿絵
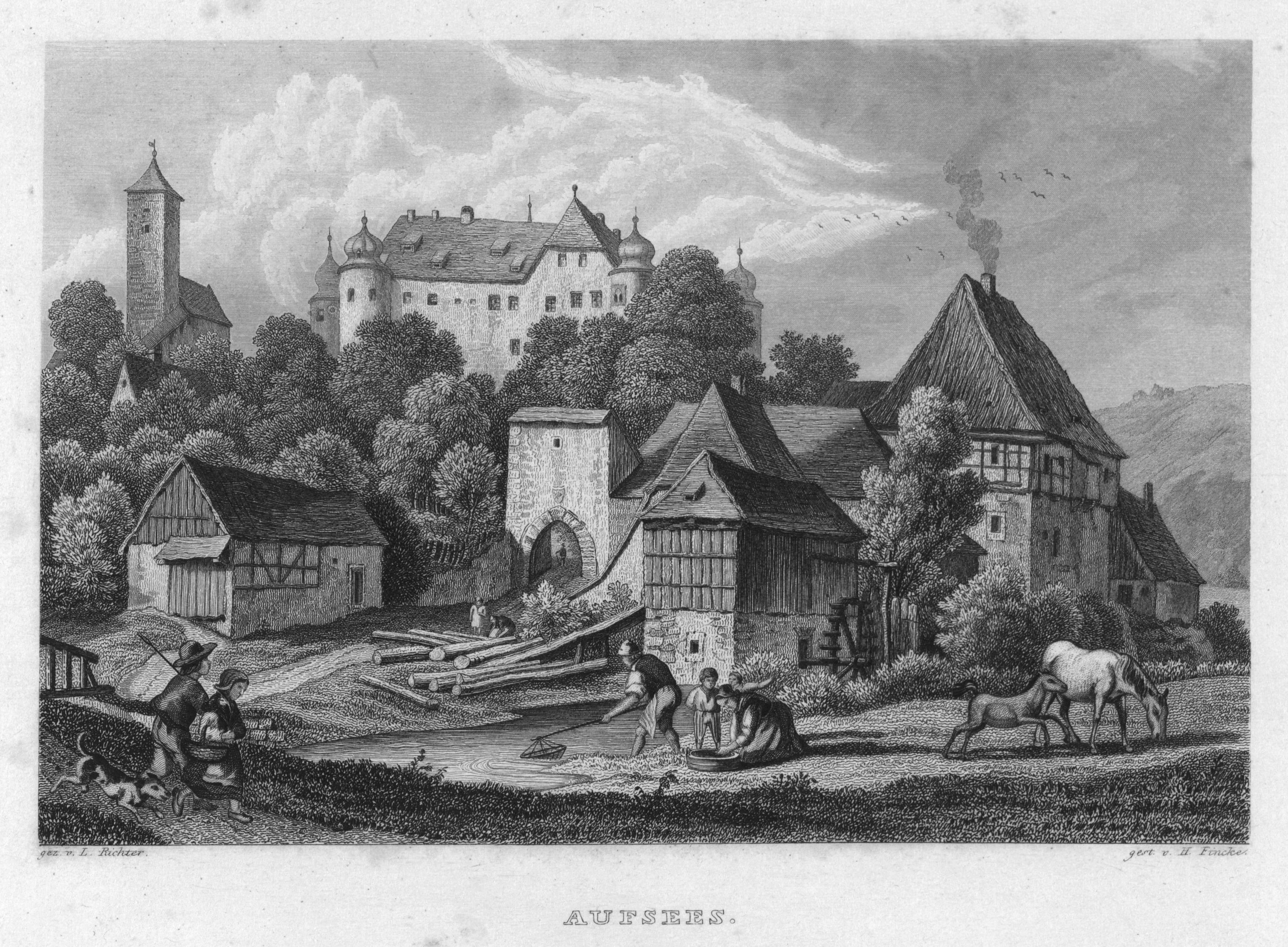